# 縣神社 (多治見市)
縣神社（あかたじんじゃ）は、岐阜県多治見市に鎮座する神社。
県神社とも称する。

## 概要
創立時期は不詳。一説では寛永年間、美濃国可児郡野中郷（後の可児郡小泉村大字野中。現在の多治見市赤坂町、北丘町、昭栄町、高根町、宝町、平井町、美山町、光ケ丘などの一部）に創建されたという。
1873年（明治6年）に村社となる。
境内全域が中央自動車道の用地となるため、旧山之神神社（現・縣神社相殿に合祀）の境内に移転することになり、1972年（昭和47年）に現在地に鎮座。

## 主祭神
- 大荒田命

## 相殿
- 山之神神社
- 神明神社
- 秋葉神社
- 愛宕神社
- 津島神社
- 八坂神社
- 白山神社
- 大神宮
- 御鍬神社
- 金刀比羅神社

## 境内社
- 護国神社
- 末広稲荷神社